# 查爾斯·E·溫特
查爾斯·埃德溫·溫特（英語：Charles Edwin Winter；1870年9月13日—1948年4月22日），是一位美國共和黨的政治人物，曾在1923年至1929年期間擔任美國眾議院懷俄明州單一國會選區代表眾議員。

## 生涯
溫特生於艾奧瓦州馬斯卡廷，曾就讀艾奧瓦州衛斯理學院，並在1892年於內布拉斯加衛斯理大學法律系畢業。1895年他晉身法律界，於內布拉斯加州奧馬哈執業；後先後於1902年搬到懷俄明州恩坎普門特及於1903年搬到卡斯珀。1908年，他成為共和黨全國代表大會其中一名代表；亦於1913年至1919年擔任懷俄明州第六司法區法官，此後他辭去職務，回到卡斯珀當律師。
溫特以共和黨身份在第六十八屆、第六十九屆及第七十屆聯邦國會當選為州聯邦眾議員，由1923年3月4日起就任至1929年3月3日止。1929年他不再競逐連任眾議員，嘗試躋身美國參議院，然而他最終落選。
後來，溫特於1932年至1933年擔任波多黎各總檢察長和代理州長，最後回歸律師行列，死於卡斯珀。身後，他安葬在高地公墓。
1903年夏天，溫特遊覽賓夕法尼亞州時，寫下了官方州歌《懷俄明》的歌詞。他也寫過些西部小說，包括《塞拉利昂地主》（Grandon of Sierra）、曾改編為電影《危情》的《本·沃曼》與《自由的黃金》（Gold of Freedom）等。

## 外部連結
- 查爾斯·E·溫特－美國國會國家人物傳記大辭典
- 在Find a Grave上的查爾斯·E·溫特

| 美国众议院               | 美国众议院                                     | 美国众议院             |
| ------------------------ | ---------------------------------------------- | ---------------------- |
| 前任者： 弗蘭克·W·蒙迪爾 | 懷俄明州單一國會選區 眾議院議員 1923年－1929年 | 繼任者： 文森特·M·卡特 |